# 矢上川

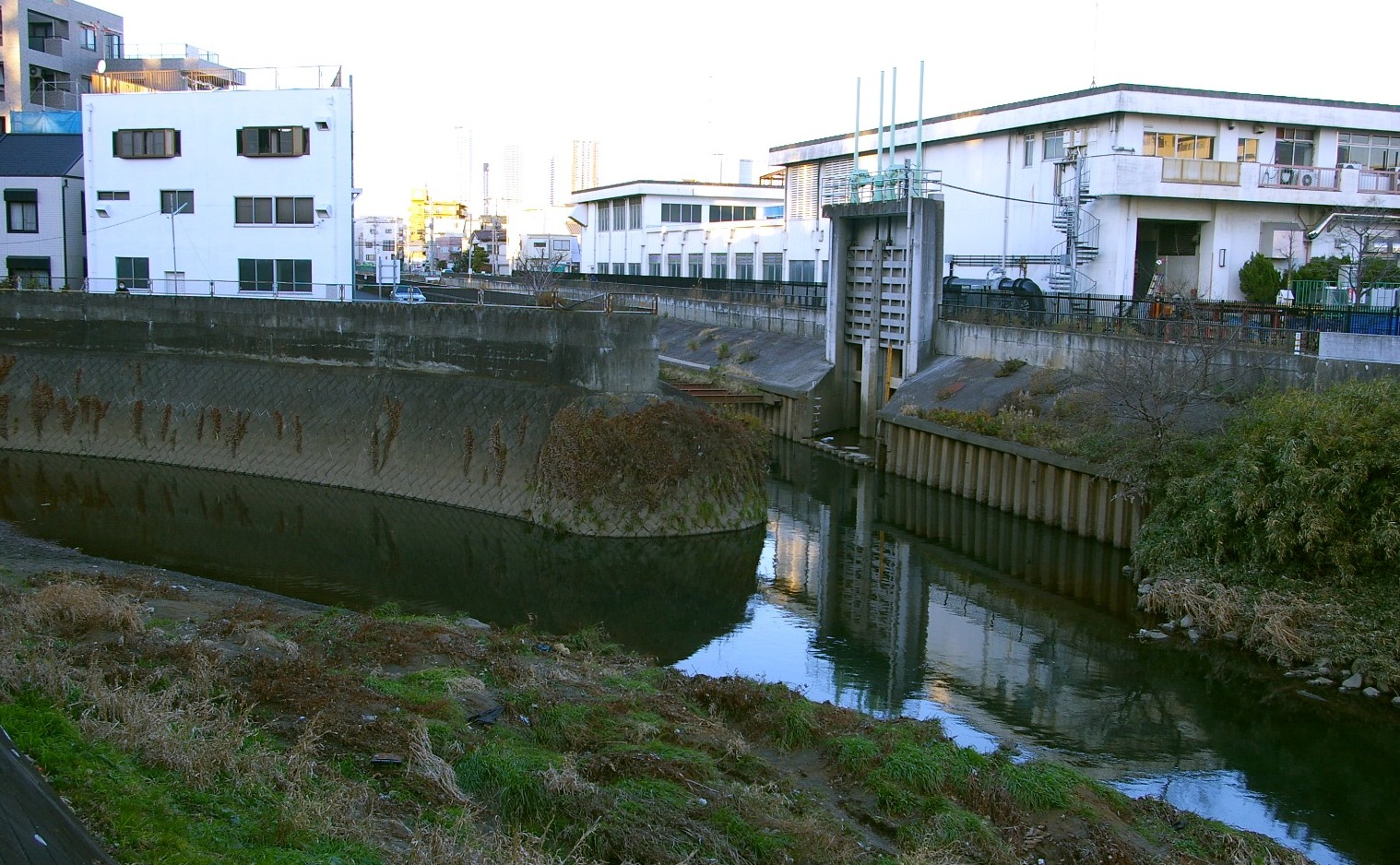
矢上川と渋川の合流点

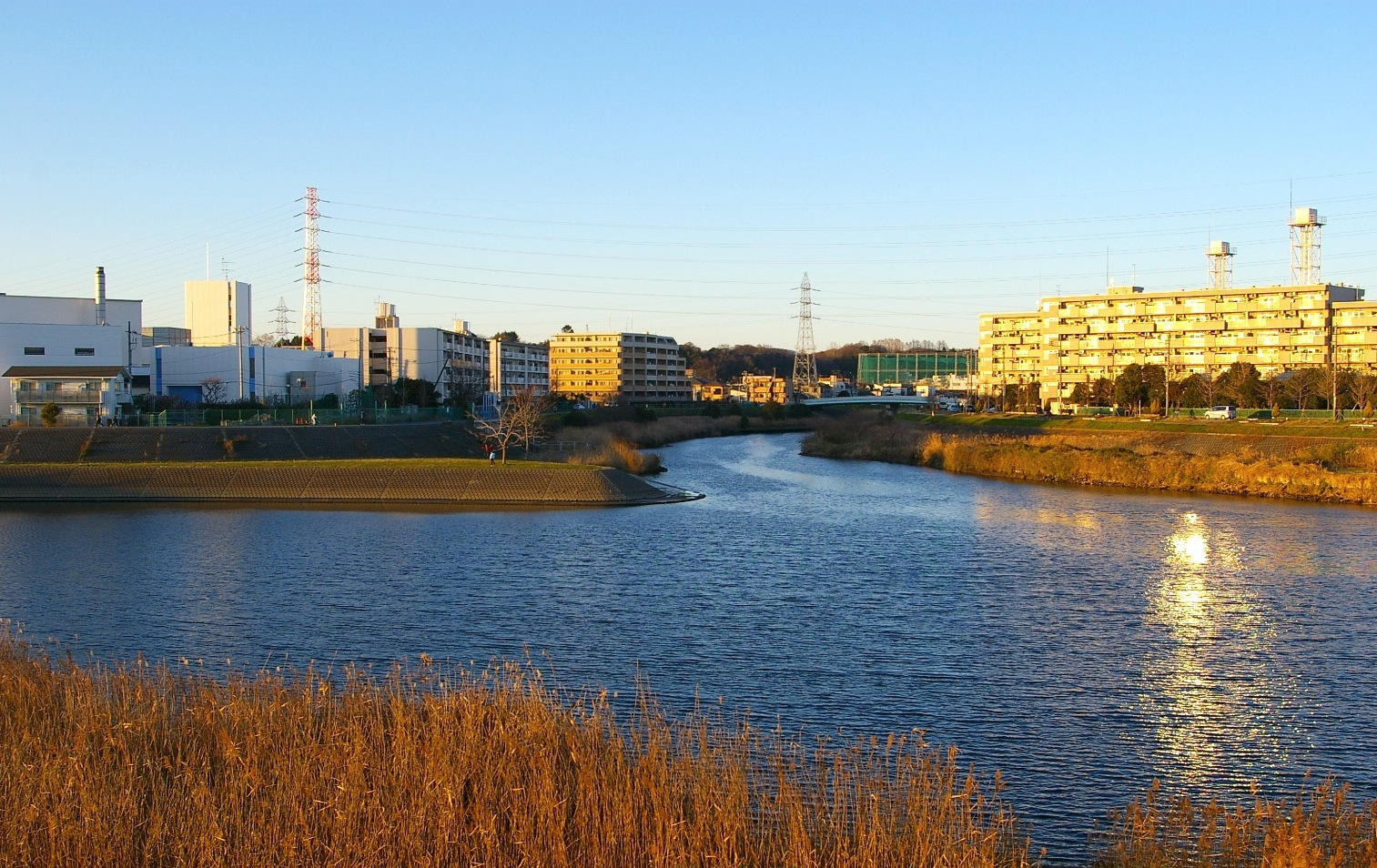
矢上川と鶴見川の合流点

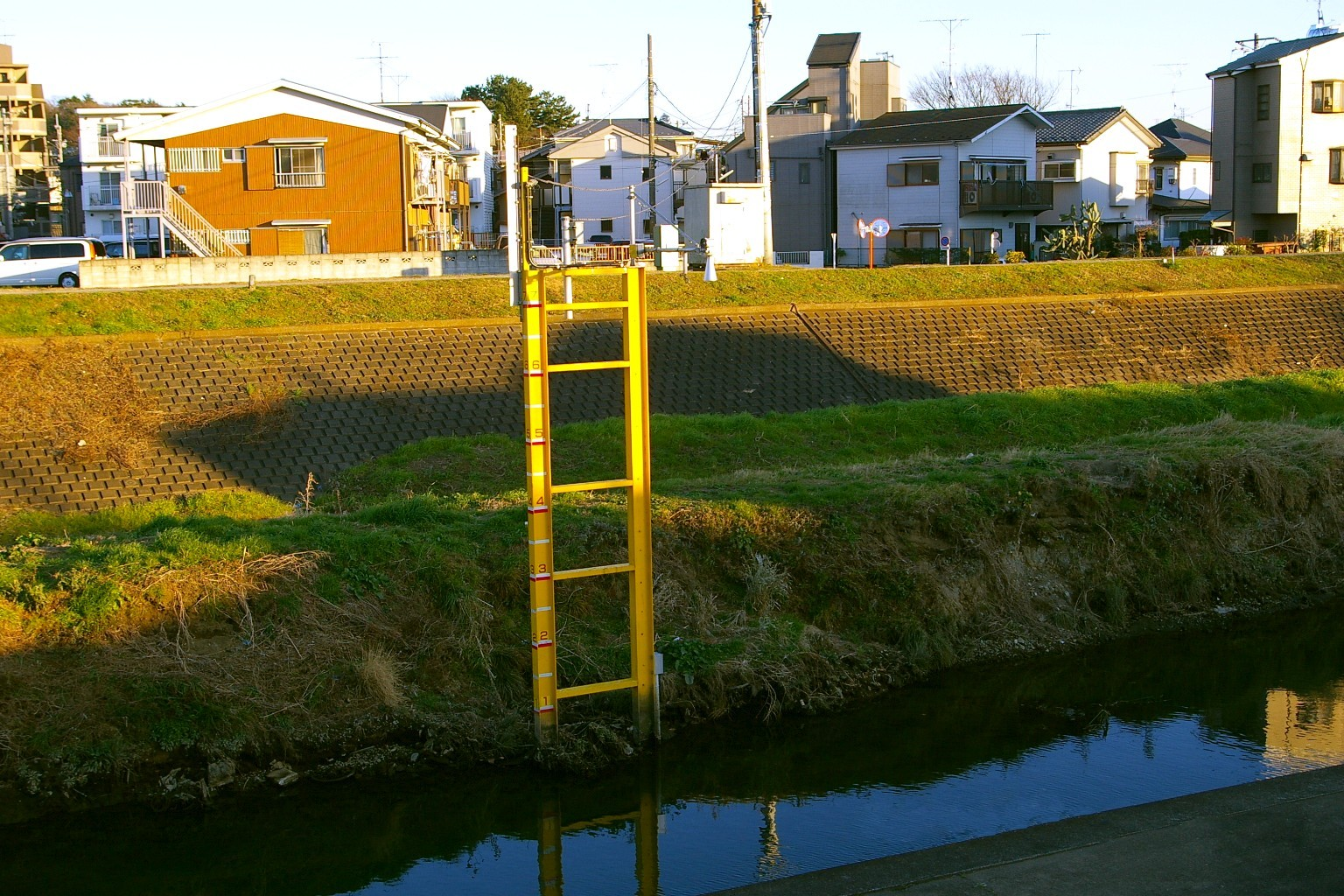
水量計測装置

矢上川（やがみがわ）は、神奈川県川崎市の西南部を流れる一級河川。鶴見川水系の支流である。神奈川県川崎市宮前区水沢に源を発し南東に流れ、川崎市幸区南加瀬と横浜市港北区日吉の境界から鶴見川に合流する。

## 地理
矢上川はその源を多摩丘陵に位置する宮前区水沢から発した後、東名高速道路付近から、下末吉台地を開削してほぼ東南東に流下、川崎市高津区野川付近の五反田橋手前で、南側から来た有馬川を合わせ、子母口で多摩川低地に入り、以後、下末吉台地北縁を南東に流れ、川崎市幸区矢上で、慶應義塾大学理工学部（矢上キャンパス）の載る矢上台の縁を回り込むように90度近く向きを南に変え、矢上台と加瀬山の間を抜けて、鷹野大橋で鶴見川に合流する。加瀬山より南の川崎市幸区南加瀬付近から鷹野大橋までは、矢上川の全行程中最も屈曲（蛇行）が激しかったことが、明治時代や大正時代の地形図で明らかであり、三日月湖の存在も見て取れる。最終氷期最寒冷期に河川は深く下刻したが、このときの矢上川 （古矢上川） は、ボーリング地質調査などから、子母口で古多摩川と合流していたと推定される。従って、現在のように、矢上で多摩川低地を離れ、鶴見川支流となったのは、地質年代では比較的最近の、縄文海進が海退に入り陸化した縄文時代後期以降のこととされる。
矢上橋以南の南加瀬と日吉五丁目・六丁目は土手に柵がなく開放的になっている。その後、八兵衛橋、幸区と日吉方面を結ぶ道路の一本橋を過ぎると、加瀬水処理センター（下水高度処理施設）の脇を通る。その先の矢上川橋を過ぎると鷹野大橋付近で鶴見川に合流する。

## 道路
源流付近から川の両側もしくは片側に道路があり、車両通行可（一部除く）で一方通行の箇所が多く、道幅の減少や増加が激しい。川崎市中原区木月付近の新矢上橋を少し過ぎると車両通行止めやバイク・自転車乗り入れ禁止となり、舗装されていない砂利道が主流となり、遊歩道がほとんどになる。鶴見川と合流すると鶴見川の遊歩道と接続する。

## 流域の自治体
神奈川県
川崎市宮前区、高津区、中原区、幸区、横浜市港北区

## 支流
- 渋川 - 250本の桜並木があり、花見の季節にはライトアップされる。
- 江川

※以上2つはもともとは二ヶ領用水であった。
- 有馬川

## 河川施設
水位観測所が矢上橋付近に設置されている。